# Crash Bandicoot
Crash Bandicoot ist eine Videospielreihe mit einem gleichnamigen anthropomorphen Beuteldachs in der Hauptrolle. Ursprünglich handelte es sich um Jump-’n’-Run-Spiele für die PlayStation von Sony, inzwischen sind jedoch auch Spiele für zahlreiche andere Plattformen erschienen, darunter auch anderer Genres.

## Überblick
Das erste Crash-Bandicoot-Spiel aus dem Jahr 1996 war eines der ersten 3D-Jump’-n’-Runs und zugleich ein großer kommerzieller Erfolg. Die Bewegungsfreiheit ist stark eingeschränkt, die Spielfigur Crash kann sich nur in einer festgelegten Bahn bewegen, und auch die Kameraperspektive kann nicht verändert werden: Crash ist stets nur von hinten, von der Seite oder von vorne zu sehen. Der Spieler bewegt die Figur durch verschiedene Level, in denen zahlreiche Kisten auftauchen, die mit einer Wirbelattacke zerstört werden können und oft Power-ups freigeben, beispielsweise sogenannte Wumpa-Früchte. Sammelt Crash 100 Wumpa-Früchte (welche eine täuschende Ähnlichkeit mit Mangos haben), erhält der Spieler ein zusätzliches Leben, ähnlich wie es mit den Münzen in den Super-Mario-Spielen der Fall ist. In einer Kiste kann sich aber auch Aku-Aku, ein Beschützergeist, befinden, der Crashs Leben einmalig beschützt (d. h., er „darf“ z. B. einmal gegen eine explosive „Nitro“-Kiste laufen). Außerdem gibt es im zweiten und dritten Spiel spezielle „Warp-Plattformen“, die den Spieler in einen geheimen Teleporterraum mit zweiten Eingängen zu Geheimleveln bringen.
In jedem der zahlreichen Level, mit Ausnahme des ersten Teils, gilt es, einen violetten Kristall einzusammeln und ins Ziel zu bringen. Da der Weg dahin oft schwierig ist, gibt es pro Level meist mehrere Checkpointkisten, bei denen man nach dem virtuellen Tod neu starten kann (wenn man noch über genügend Leben verfügt) und so nicht noch einmal ganz von vorn starten muss. Zusätzlich können bis zu zwei Edelsteine erspielt werden, wenn man das Level erneut spielt und dort bestimmte Bedingungen erfüllt. Dies beinhaltet in aller Regel, alle Kisten im Level zu finden und zu zerstören oder einen Geheimweg zu finden. Abwechslung wird u. a. durch Level geboten, bei denen man auf einem Tier (Eisbär, Tiger, Wildschwein o. ä.) reiten und nicht anhalten kann, sondern stetig versuchen muss, den zahlreichen Hindernissen auszuweichen. Des Weiteren gibt es Welten, in denen man vor einem gefräßigen Tier, einer Kugel o. ä. fliehen muss, ohne lange anhalten zu können, da man sonst gefressen oder überrollt wird.
Das Spielprinzip wurde in den letzten beiden Spielen Crash of the Titans und Crash: Herrscher der Mutanten (Original: Crash: Mind over Mutants) stark verändert. Statt einer geraden Linie läuft der Spieler in einem Level, das viel Freiraum bietet. Man sammelt Mojo statt Wumpa-Früchte, Aku Aku ist nun eine Blockade und man kämpft gegen Mutanten. Diese kann man, nachdem man ihnen genügend Schaden zugefügt hat, reiten. Diese werden durch Aku Aku kontrolliert. Dabei hat jeder der Mutanten spezielle Fähigkeiten. Diese werden durch einen Superbalken erzielt, der, wenn er aufgebraucht ist, sich langsam auffüllt und durch Angriffe noch schneller gefüllt wird. Es gibt aber auch Mutanten, die sehr groß und stark sind und nur durch andere Mutanten zu besiegen sind. Trotz dieser starken Änderungen blieben die Charaktere bis auf das Aussehen gleich.
Der Einfluss der Mario-Spiele spiegelt sich in einigen Bereichen wider. Beispielsweise erschienen mit Crash Team Racing und Crash Bash Crash-Kart-Rennspiele im Stil der Mario-Kart-Reihe und ein Partyspiel, das der Mario-Party-Reihe ähnelt. Dies trug zu dem Image bei, Crash Bandicoot sei Sonys Antwort auf Nintendos Mario. Tatsächlich wurden die ersten Spiele von Sony vertrieben und Crash wurde als Maskottchen für die PlayStation verwendet. Jedoch liegen die Rechte heute bei Vivendi Universal Interactive und Crash-Spiele erscheinen nicht mehr exklusiv für Sony-Spielkonsolen.
Crash Bandicoot steigerte ferner die Beliebtheit von Jump ’n’ Runs mit Tieren in der Hauptrolle, die mit den Sonic-Spielen eingeführt worden waren und durch die Crash-Spiele ein Comeback erlebten. Figuren wie Ratchet & Clank und Spyro sind Beispiele dafür.

## Charaktere

### Crash Bandicoot
Crash Bandicoot ist ein Beuteldachs und der Protagonist der Crash-Bandicoot-Serie. Er ist ein genetisch fortgeschrittenes „Eastern Barred Bandicoot“, das auf der N.-Sanity-Insel lebt. In der Serie ist Doktor Neo Cortex fast durchgehend sein Erzfeind, der ihn besiegen will, um sein Leben wieder in Ordnung zu bringen. Crash wird oft von seinem Verbündeten Aku Aku begleitet. Crash wurde erstmals im Labor von Doktor Neo Cortex und Doktor Nitrus Brio gesehen. Eigentlich wurde der Beuteldachs als Waffe für Cortex gezüchtet. Durch einen Fehler wandte er sich jedoch gegen seinen Schöpfer und versucht seitdem, dessen finstere Pläne zu durchkreuzen. Einige Spiele weichen jedoch von dieser grundsätzlichen Idee ab. In Crash Twinsanity (2005) muss Crash nicht gegen, sondern an der Seite von Cortex kämpfen. In Crash N-Tranced ist Cortex nicht vertreten, stattdessen bekämpft Crash hier N-Trance und Dr. N. Tropy.
Im Laufe des Spiels hat sich sein Aussehen mehrfach verändert. Erst in Crash of the Titans erhält er erstmals Tätowierungen, auch die Frisur erhielt Änderung in der Farbe und Anzahl der Spikes. Durch Änderung der Hosen, Hinzufügen eines Gürtels und von Fußabdrücken auf den Schuhsohlen wurde auch seine Kleidung verändert. Es wird auch gezeigt, dass er rosa Boxershorts trägt. Crash wird in den Spielen von Naughty Dog von Steven Blum gesprochen, in der japanischen Version von Kappei Yamaguchi.

### Coco Bandicoot
Coco ist die blonde Schwester von Crash und ein Computergenie. Sie ist oft ein spielbarer Charakter, hat dabei aber nicht immer die Verbesserungen, die Crash freischalten kann (z. B. den Dash, das Zehengehen oder die Bazooka).
Coco wurde wie ihr Bruder von Doktor Cortex erschaffen. Allerdings war sie wie auch Crash nicht daran interessiert, ihm zu gehorchen, sondern hilft ihrem Bruder, ihren gemeinsamen Schöpfer zu besiegen. Dazu baute sie die Teleporter und Karts. In den neuen Spielen wirkt sie erwachsener, ist aber nur in Crash: Herrscher der Mutanten spielbar, da sie in Crash of the Titans von Dr. Cortex entführt wird.
In den ersten Spielen hat sie einen blonden Pferdeschwanz und trägt eine hellblaue Latzhose mit nur einem Träger. Sie hat außerdem pinkfarbene Schuhe und große Augen. In den neuen Teilen trägt sie ein Haartuch, ein weißes T-Shirt mit einem pinkfarbenen Stern und Jeans.

### Aku Aku
Die Aku-Aku- oder Medizinmann-Maske ist der Beschützergeist, der als Item in speziellen Kisten erscheint. Er ist der Bruder von Uka Uka. Er schützt Crash und Coco dahingehend, dass beide, falls sie von gegnerischen Angriffen getroffen werden, kein Leben verlieren. Wenn Crash oder Coco zwei Masken besitzen, können sie ihr Leben zweimal schützen. Erhalten sie die dritte Maske, werden sie für kurze Zeit unbesiegbar sowie zerschlagen Gegenstände durch einfache Berührung. Aku Akus Funktion hat sich in den letzten beiden Spielen zu einer Art Blockade gewandelt.
Sein Aussehen hat sich stark verändert. Zu Beginn ist er ein Brett mit einem kleinen grünen Bart, gelb leuchtenden Augen, grünen Augenringen, mit großen Augenbrauen und einer spitzen Nase. Seine Haare bestehen aus verschiedenfarbigen Federn und er zeigt seine Zähne. In den neuen Teilen der Serie ist er dicker, hat eine richtige Nase, etwas wie Koteletten und einen größeren Mund. Die Haare und die Augen sind weitestgehend gleich geblieben.

### Crunch
Crunch ist der sehr große und starke Super-Bandicoot, der sich immer sportlich ertüchtigt. Er erscheint im Spiel Crash Bandicoot: Der Zorn des Cortex zum ersten Mal und ist der Endgegner in jedem Kapitel. Auch Crunch wurde von Dr. Cortex erschaffen, um Crash Bandicoot zu vernichten. Dabei halfen ihm die Elementar-Masken, die ihm noch mehr Stärke verliehen. Am Ende des Spiels geht er in die Gruppe der Helden und ist ab dann fester Bestandteil der Spielereihe.
In den ersten Spielen ist er sehr groß und hat einen sehr bulligen Oberkörper. Er trug eine Hose mit Tarnfarbenmuster und schwarzen Stiefeln. Bis zum Ellenbogen hat er am rechten Arm eine mechanische Prothese, die nur der Dekoration dient und keinen besonderen Effekt erfüllt. Sein Gesicht ähnelt dem von Crash, nur ist es breiter und die Ohren sind an den Ecken nach unten gebogen. Wie bei allen Charakteren wurde auch sein Aussehen im Laufe der Spielereihe verändert. Sein ganzer Arm ist nun mechanisch und er trägt eine sehr dünne Hose. Sein Gesicht ist nun tierähnlicher und die Frisur ist ein Irokese. Abgesehen davon hat der Brustkorb an Umfang abgenommen. Er ist der Rivale von Tiny dem Tiger.

### Doktor Neo Cortex
Dr. Cortex ist ein verrückter Wissenschaftler und antagonistischer Bösewicht der Serie. Neben der Weltherrschaft ist es sein erklärtes Ziel, Crash Bandicoot zu zerstören, doch zu seinem Leidwesen geht Crash aus sämtlichen Auseinandersetzungen immer als Sieger hervor, nicht selten durch Cortex’ eigene Unfähigkeit oder der seiner Handlanger.
Cortex ist bereits seit seiner Zeit als Kind an Wissenschaften interessiert, wurde jedoch später von seinen Kommilitonen an der Akademie des Bösen mehr verspottet als bewundert. Um sich an den Spöttern zu rächen und obendrein die Weltherrschaft zu erlangen, erschuf er mit einer bahnbrechenden Erfindung – dem genverändernen Evolvo-Strahl – Mutantenkreaturen mit abnormalen Fähigkeiten. Crash gehörte auch zu dieser Reihe, erwies sich aber aufgrund seiner mangelnden Skrupellosigkeit als Fehlschlag und wurde daraufhin aus Cortex’ Team gefeuert.
Dies erwies sich als schwerer Fehler, da Cortex Crashs ebenfalls durch ihn erzeugte Freundin Tawna bei sich behielt und Crash somit motivierte, Cortex’ Machenschaften erfolgreich zu durchkreuzen. Nach dieser ersten Niederlage hat er auf viele verschiedene Arten – sowohl mit List als auch roher Gewalt – immer wieder versucht, die Weltherrschaft an sich zu reißen, doch es ist ihm nie gelungen.
Nach den ersten Teilen der Serie stellt sich heraus, dass Cortex nicht aus eigenem Antrieb gehandelt, sondern Befehle von Aku Akus bösem Bruder Uka Uka empfangen hat. Dieser taucht ab Crash Bandicoot 3 – Warped regelmäßig in den Spielen an seiner Seite auf und bekommt ebenso regelmäßig Wutanfälle, wenn einer von Cortex’ Plänen neuerlich fehlschlägt.
Eine der wenigen Abweichungen von Cortex’ Standardrolle als Bösewicht sieht man in Crash Twinsanity, in dem er sich sogar gezwungen sieht, mit Crash zusammenzuarbeiten, um einen gemeinsamen Feind auszuschalten. Auch hier macht er allerdings zweimal Anstalten, Crash zu beseitigen – mit katastrophalem Erfolg. In diesem Spiel wird außerdem Cortex’ Geschichte näher beleuchtet und seine Nichte Nina taucht zum ersten Mal auf.
Cortex’ Markenzeichen ist seine kleine Statur und sein überproportional großer, gelber Kopf, auf dem mit einem N der Anfangsbuchstabe seines Vornamens prangt. Er hat schwarze, abstehende Haare, eine Halbglatze und einen Vollbart. Seine Kleidung ist ein weißer Kittel, schwarze Schuhe und gelbe Handschuhe. In den neuen Spielen sind seine Haare weniger gelockt und die Handschuhe schwarz statt gelb. Darüber hinaus trägt er häufig eine rote Energiepistole bei sich.
Vom Charakter her ist Cortex hinterhältig und größenwahnsinnig, allerdings fällt es durch sein konstantes Versagen schwer, ihn ernstzunehmen. Er stellt Dinge gern in einem für ihn selbst positiveren Licht dar als sie sind – der angeblich von ihm entwickelte Evolvo-Strahl stammt beispielsweise eigentlich aus der Feder von Dr. Nitrus Brio – und beklagt sich nach Niederlagen gegen Crash gern darüber, wie unfair sein Schicksal doch sei. Trotz allem scheint er aber durchaus ein Herz zu haben, wie man an seiner Haltung zu seiner Nichte erkennen kann.

### Uka Uka
Uka Uka ist der böse Zwillingsbruder von Aku Aku und steht hinter den Taten von Dr. Cortex.
Das Aussehen hat sich mit am stärksten verändert. In den frühen Spielen ist er eine Medizinmann-Maske mit braunen Bart- und Haarmuster und hatte drei Knochen an der linken, rechten und oberen Seite des Gesichtes. In den letzten beiden Spielen sieht er mehr wie ein Mobile aus. Sechs Knochen hängen an den Blättern herunter. Die Augen sind sehr klein und der Mund ist aus Holz gemacht und kann sich nicht öffnen, was beim Reden so aussieht, als ob er mit zugenähtem Mund rede.

### Tiny der Tiger
Tiny ist ein hinterhältiges Biest, an dem Doktor Cortex seine genetischen Versuche das erste Mal ausprobierte. Er ist nicht übermäßig intelligent und seine Taktik besteht oft nur darin zu versuchen, sich dem Spieler in den Weg zu stellen.
Tiny ist einer der treuesten Handlanger von Dr. Cortex. In Crash of the Titans scheint er etwas betrübt darüber zu sein, dass Cortex ausgewechselt wird.
Er stellt einen tasmanischen Tiger (Beutelwolf) dar, hatte zu Beginn allerdings keine Streifen und war durchgehend orange. Er hat ein sehr großes und furchterregendes Gesicht mit spitzen Reißzähnen. Er ist bekleidet mit roten Turnschuhen und einem kleinen Gewand aus Blättern. In den neueren Spielen ist er ein sibirischer Tiger mit Streifen und sieht generell menschlicher aus. Er trägt Kleidung mit Tarnfarbenmuster.

### Doktor N. Gin
Dr. N. Gin ist ab dem zweiten Spiel die rechte Hand von Dr. Cortex. Im Gegensatz zu Dr. N. Tropy und Dr. N. Brio ist sein vollständiger Vorname unbekannt. Nach seinem Abschluss an der bösen Schule, die auch Dr. Cortex und später Nina Cortex besucht hatten, wurde er Physiker und arbeitete in der Verteidigungsindustrie, bis zu einem Unfall, bei der er von einer Rakete am Kopf getroffen wurde. Er überlebte den Unfall und ist seitdem ein Cyborg. Die immer noch scharfe Rakete wurde zu einem Lebenserhaltungssystem umfunktioniert, allerdings verursacht sie bei ihm starke Schmerzen. N. Gin hat viele der Erfindungen gebaut, die Cortex für seine Zwecke gebraucht. Er ist immer an der Seite von Dr. Cortex und auch der einzige, dem Cortex ein bisschen Beachtung schenkt.
N. Gin ist ein kleinwüchsiger, dicker Mann und trägt immer einen (häufig löchrigen) Laborkittel, dazu schwarze Schuhe und schwarze Handschuhe. Seine rechte Gesichtshälfte, aus der die Rakete ragt, ist metallisch. Ob das übergroße Auge dieser Gesichtshälfte noch sein menschliches Auge oder ein kybernetisches Auge ist, wird nicht angegeben. N. Gin hat Zahnlücken, sein Unterkiefer ist mal menschlich, mal metallisch. In den meisten Spielen ist er rothaarig und hellhäutig. In Crash of the Titans hat er dunkelblaue Haare und eine sehr hellblaue, fast weiße Haut. Die Rakete ist je nach Spiel rot-weiß oder schwarz-gelb kariert.
Als Endgegner kämpft er häufig in einem riesigen Roboter-Exoskelett.
Sein Name basiert auf einem Wortspiel: N. Gin spricht sich wie engine (englisch für „Maschine“).

### Dr. Nefarious Tropy
Dr. N. Tropy kommt das erste Mal im dritten Teil vor, in dem er der dritte Boss ist. Auch er ist ein ehemaliger Schüler der bösen Schule. Er hat eine Zeitmaschine erfunden und nennt sich selbst „Herrscher der Zeit“. Seine Angriffe bestehen hauptsächlich aus Feuerbällen und Hitzewellen.
N. Tropy ist ein sehr hochgewachsener, hagerer Mann mit hellblauer Haut und schwarzem Schnurrbart. Er trägt eine silberne Rüstung mit einem bronzefarbenen Harnisch und einem Helm. In beiden sind große Uhren eingelassen. Als Waffe benutzt er eine Art mannshohe Stimmgabel.
N. Tropy klingt wie entropy (englisch für „Entropie“), sein Vorname ist abgeleitet von dem lateinischen Wort nefarius („gottlos“, „verbrecherisch“).

### Dr. Nitrus Brio
Dr. N. Brio ist im ersten Teil der Partner von Cortex und Erfinder des Evolvostrahls. Er kommt auch in Crash Bandicoot 2, Crash Twinsanity und Crash Herrscher der Mutanten vor. Im ersten Teil und in Crash Twinsanity ist er ein Boss. Im zweiten Teil ist N. Brio kein Gegner, sondern hilft Crash, sobald er alle Kristalle gesammelt hat, um mit der Kraft der Edelsteine Cortex’ Raumstation zu zerstören.

### Nina Cortex
Sie ist die Nichte von Cortex, Crashs Erzfeind. Man weiß nicht, ob sie ein Roboter, Cyborg oder Mensch ist, da sie Roboterarme hat, aber dennoch einen blauen Menschenkörper besitzt.
Sie kam zum ersten Mal im Spiel „Crash Twinsanity“ vor, wo Cortex zur bösen Schule gegangen ist, um sie abzuholen, weil er ihre Hilfe brauchte. Sie kommt ebenso in den Spielen „Crash Tag Team Racing“, „Crash of the Titans“ und „Crash: Mind over Mutant“ vor. In Crash of the Titans war sie die Endgegnerin anstelle von Cortex, der der erste Boss ist. Doch Nina und Uka Uka nehmen ihn zuvor gefangen, weil sie es satt hatten, dass Cortex ständig versagt, doch ihr Versuch, Crash zu töten, ist ebenso schief gegangen. In Crash: Mind over Mutant wirft Cortex aus Hass wieder in der Schule.
Nina ist ebenso die Erzfeindin von Coco Bandicoot, der Schwester Crashs.

## Bewegungen und Angriffe
Crash kann sich wie ein Wirbelwind drehen, rutschen, kriechen, springen („normaler“ Sprung, „Doppel“-Sprung, Dreh-Sprung und Rutsch-Sprung), reiten sowie in neueren Ablegern der Serie auch Waffen (z. B. eine Bazooka, die Wumpafrüchte verschießt) sowie Fahrzeuge (Jetski, Auto, Kart, Flugzeug o. ä.) bedienen. In einem neueren Teil beherrscht Crash zudem eine flick-flack-ähnliche Attacke. Zusätzlich benutzt er eine Voodoo-Maske, um Gegner zu kontrollieren.

## Entwickler
Die ersten vier Crash-Bandicoot-Spiele wurden von Naughty Dog entwickelt. Crash Bash stammt von Eurocom, Crash Bandicoot: Der Zorn des Cortex und Crash Twinsanity von Traveller’s Tales, während die restlichen Titel bis Crash Tag Team Racing von Vicarious Visions bzw. Radical Entertainment entwickelt wurden. Crash Tag Team Racing, Crash of the Titans und Crash: Herrscher der Mutanten wurden von Sierra und Radical Entertainment hergestellt.
Am 21. November 2013 wurde die offizielle Crash-Bandicoot-Internetseite, die von Activision betrieben wurde, entfernt. Zudem wurden alle Hinweise auf Crash Bandicoot von der offiziellen Internetseite von Activision entfernt. Sony ließ auf der Spielemesse E3 2016 verlauten, dass die ersten drei Spiele der Reihe für die PlayStation 4 als Remastered-Versionen neu aufgelegt werden sollen. Zudem sind in Skylanders: Imaginators sowohl Crash Bandicoot als auch Dr. Neo Cortex als Charaktere spielbar. Dazu sind diese Charaktere als Plastikfiguren erhältlich, die, wie für die Skylanders-Reihe üblich, gebraucht werden, um den Charakter zu spielen.

## Technik
Der Grund, aus dem in den ersten vier Teilen für die PlayStation die Spielfiguren nicht texturiert wurden, sondern stattdessen Gouraud Shading verwendet wurde, ist, dass die ersten Konsolen der PlayStation-Ära, einschließlich der Playstation selbst, keine Perspektivenkorrektur in Hardware konnten. Affine Textur-Mapping-Artefakte wurden daher entweder mit Triangle Subdivisions kompensiert oder die Verwendung von Texture Mapping ganz vermieden.

## Spiele
- 1996: Crash Bandicoot (PlayStation, PlayStation 3, PlayStation Portable, PlayStation Vita)
- 1997: Crash Bandicoot 2: Cortex Strikes Back (PlayStation, PlayStation 3, PlayStation Portable, PlayStation Vita)
- 1998: Crash Bandicoot 3: Warped (PlayStation, PlayStation 3, PlayStation Portable, PlayStation Vita)
- 1999: CTR: Crash Team Racing (PlayStation, PlayStation 4, PlayStation 3, PSP, PS Vita)
- 2000: Crash Bash (PlayStation, PlayStation 3, PlayStation Portable, PlayStation Vita)
- 2001: Crash Bandicoot: Der Zorn des Cortex (PlayStation 2, GameCube, Xbox, Xbox 360)
- 2002: Crash Bandicoot: XS (Game Boy Advance)
- 2003: Crash Nitro Kart (PS2, GameCube, Xbox, GBA, Nokia N-Gage)
- 2003: Crash Bandicoot: N-Tranced (GBA)
- 2004: Crash Twinsanity (PS2, Xbox)
- 2004: Crash Bandicoot Fusion (GBA)
- 2005: Crash Tag Team Racing (PS2, GameCube, Xbox, PSP)
- 2006: Crash Boom Bang! (Nintendo DS)
- 2007: Crash of the Titans (PS2, Wii, Xbox 360, GBA, NDS, PSP)
- 2008: Crash: Herrscher der Mutanten (PS2, Wii, Xbox 360, NDS, PSP)
- 2008: Crash Bandicoot Nitro Kart 3D (N-Gage, iOS)
- 2010: Crash Bandicoot Nitro Kart 2 (iOS)
- 2017/2018: Crash Bandicoot: N. Sane Trilogy (PS4, Xbox One, Nintendo Switch, Windows)
- 2019: Crash Team Racing Nitro-Fueled (PS4, Xbox One, Nintendo Switch)
- 2020: Crash Bandicoot 4: It’s About Time (PS4, Xbox One, PS5, Xbox Series S/X, Nintendo Switch, PC)
- 2023: Crash Team Rumble (PS4, Xbox One, PS5, Xbox Series S/X)